# HMCS Shediac (K110)
«Шедьяк» (англ. HMCS Shediac (K110) — військовий корабель, корвет типу «Модифікований Флавер» Королівського військово-морського флоту Канади за часів Другої світової війни.
Корвет «Шедьяк» був закладений 5 жовтня 1940 року на верфі компанії Davie Shipbuilding у Леві. 29 квітня 1941 року він був спущений на воду, а 13 грудня 1943 року увійшов до складу Королівських ВМС Канади. 8 липня 1941 року виведений до резерву. 1947 році розібраний на брухт.

## Історія служби
Після прибуття до Галіфакса для розгортання «Шедьяк» був ненадовго призначений до Сил Галіфакса. У жовтні 1941 року він приєднався до Ньюфаундлендського командування, супроводжуючи конвої між Сент-Джонсом та Ісландією. «Шедьяк» брав участь у боях за конвой SC 48, конвой SC 67 і конвой ON 92 до того, як був направлений до групи C1 Середньоокеанських сил супроводу. Починаючи з липня 1942 року «Шедьяк» діяв у складі Західних місцевих ескортних сил.
4 березня 1943 року на шляху з порту Лондондеррі до Гібралтару з конвоєм KMS 10 «Шедіак» разом з «Сеінт Круа» потопив німецький підводний човен U-87 приблизно за 200 миль (320 км) біля піренейського узбережжя.